# Fordiophyton brevicaule
Fordiophyton brevicaule är en tvåhjärtbladig växtart som beskrevs av Chieh Chen. Fordiophyton brevicaule ingår i släktet Fordiophyton och familjen Melastomataceae. Inga underarter finns listade i Catalogue of Life.